# Hot Clube de Portugal
Koordinaten: 38° 43′ 5,3″ N, 9° 8′ 44,4″ W
Der Hot Clube de Portugal ist ein Jazzclub an der Praça da Alegria in Lissabon, nahe dem Parque Mayer.
Er gilt als ältester noch bestehender Jazzclub Europas. Mit dem Cabaret Maxime befindet sich in der Nachbarschaft ein historischer Nachtclub.

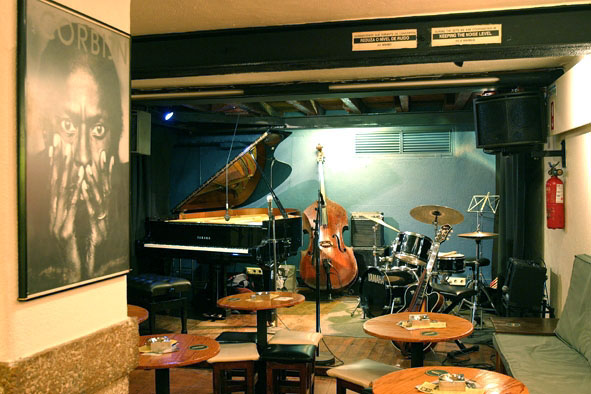
Der frühere Hot Clube de Portugal

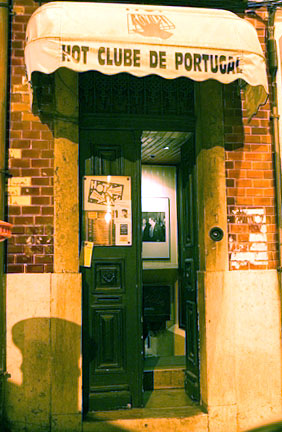
Der frühere Eingang des Clubs

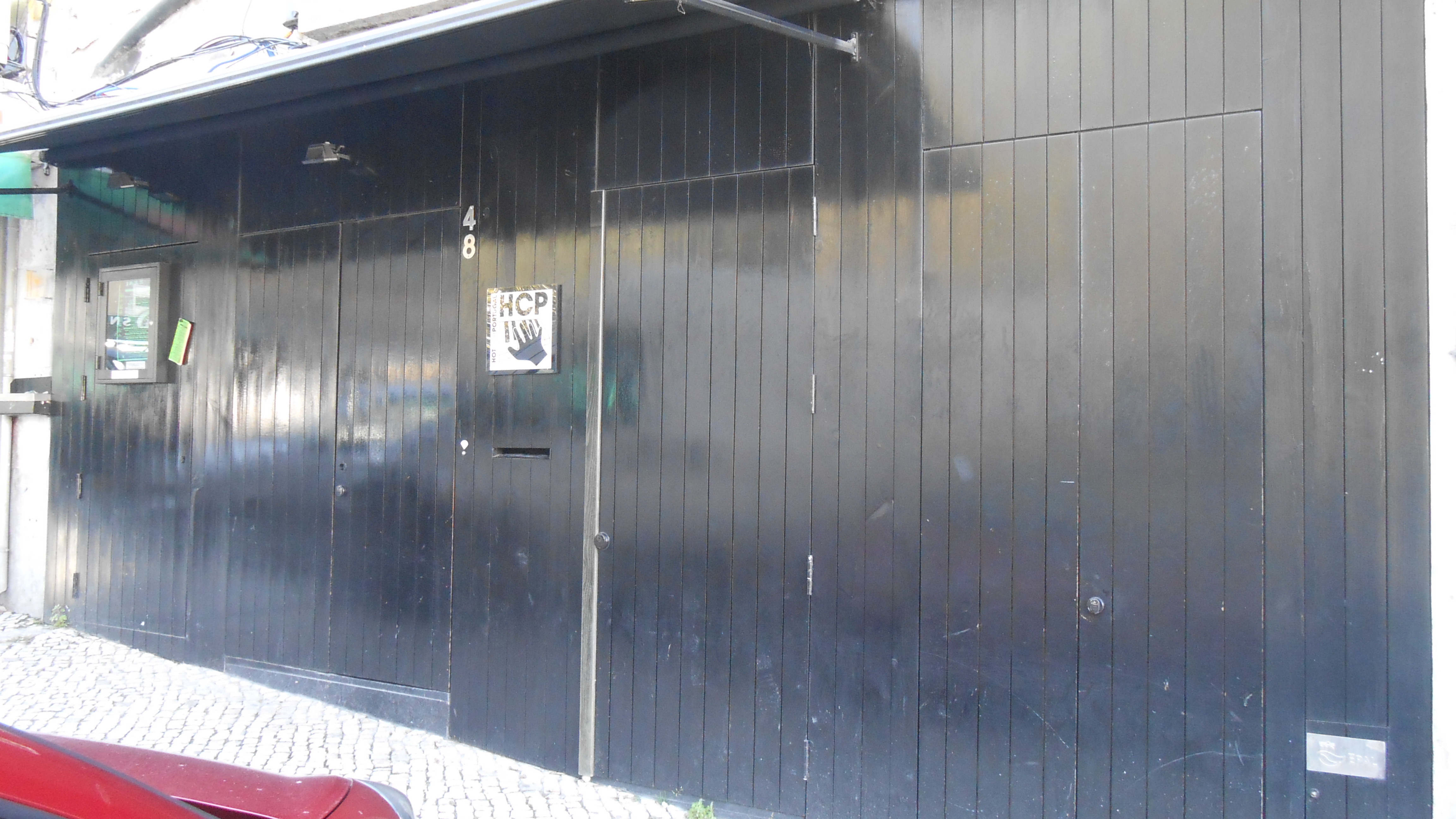
Der Eingang zum neuen Hot Clube de Portugal

## Geschichte
Seit 1945 traf sich eine Gruppe von Jazz-Freunden um Luís Villas-Boas, um Schallplatten zu hören, Neuigkeiten auszutauschen, und selbst Musik zu machen. Villas-Boas begann zu dem Zeitpunkt eine Sendung im Radio zu gestalten, die er Hot Clube nannte. Nach verschiedenen Schwierigkeiten im diktatorisch regierten Portugal unter Salazar gründete Villas-Boas 1948 mit Jazz-interessierten Freunden einen Jazz-Club, als Verein Hot Clube de Portugal (HCP), inspiriert vom 1932 gegründeten Hot Club de France. Nach weiteren Schwierigkeiten seitens der Behörden des Estado Novo-Regimes wurde der Verein schließlich 1950 legalisiert, und seine Statuten legten die Verbreitung des Jazz als Ziel fest. Der HCP organisierte in der Folge Festivals und Konzerte, auf denen Musiker wie Sidney Bechet, Count Basie oder Bill Coleman auftraten. Anfang der 1950er Jahre bezog der Verein dann einen Keller am Praça da Alegria-Platz (Hausnummer 39) in Lissabon. Seither war der Hot Clube einer der wichtigsten Konstanten im Jazz des Landes. In den 1980er Jahren kam eine Jazz-Musikschule und die HCP-Big Band dazu, neben weiteren, späteren Band-Projekten wie das HCP-Septett.
1995 wurde die Gemeinnützigkeit des Vereins behördlicherseits bestätigt und erneuert. Nach einem Brand 2009 blieb der Club etwa zwei Jahre geschlossen und wich nach Bedarf auf andere Räumlichkeiten aus, bevor er 2011 in einem wenige Schritte entfernten, benachbarten Gebäude neu eröffnete (Hausnummer 48). Nach dem Tod des Gründers Villas-Boas 1999 erbte der Club seine Sammlungen. Vor allem die Schallplattensammlung, aber auch das umfangreiche Fotoarchiv sind heute das Kernstück des Museums des HCP.